# Entente urbaine de football de Kikwit
L’Entente urbaine de football de Kikwit (Euf-Kikwit) est la ligue de football de haut niveau de la ville de Kikwit. Chaque année, des clubs de l’Eufmat sont relégués vers l'Entente urbaine de football de Kikwit D2, et les promus montent en LIFBAN. Cette ligue fait partie de la Fédération congolaise de football association (FECOFA).
En 2012, l’Euf-Kikwit devient une 3e Division, à la suite de la création d’une 1re Division répartie en trois groupes. En 2018, l’Euf-Kikwit devient une 4e Division, à la suite de la création d’une 2e Division répartie en trois groupes.

## Palmarès
- 2005 : FC Makila [2]
- 2006 : FC Makila [3]